# Grzegorz Gerwazy Gorczycki
Grzegorz Gerwazy Gorczycki, en realitat Grzegorz Gorczyca (aprox. 1665 - 1667 a Rozbark, barri de Bytom - 30 d'abril de 1734 a Cracòvia) fou un sacerdot catòlic, compositor i director d'orquestra. Considerat un dels més grans compositors polonesos de la música barroca, és anomenat el Händel polonès.
Desenvolupà en la catedral de Cracòvia el càrrec de mestre de capella i fou un dels més distingits polifonistes del seu temps, i deixà manuscrits diverses misses, motets, himnes, introits, graduals, responsoris i un excel·lent Stabat Mater. Dues de les seves misses foren editades per Cichocki i els motets per Sowinski.